# Myrmecozela lambesella
Myrmecozela lambesella är en fjärilsart som beskrevs av Hans Rebel 1901. Myrmecozela lambesella ingår i släktet Myrmecozela och familjen äkta malar. Inga underarter finns listade i Catalogue of Life.